# Pasto
Pasto, službeno San Juan de Pasto, je grad na jugozapadu Kolumbije, glavni grad pokrajine Nariño, smješten u planinskom lancu Anda u podnožju vulkana Galeras, na nadmorskoj visini 2,527m. Grad ima oko 450,000 stanovnika.
Ime dolazi po prastanovnicima, Indijancima Pasto.